# Повольны, Мартен
Марте́н Пово́льны (фр. Martin Povolny; род. 19 июля 1914, Реклингхаузен — ?) — французский футболист, участник чемпионата мира 1938 года.
По происхождению немец. В детстве вместе с родителями эмигрировал во Францию.
Всю футбольную карьеру играл за «Гавр». В составе сборной Франции принимал участие на чемпионате мира 1938 года, но на турнире был запасным игроком и на поле не вышел.